# It’s Only Love
It’s Only Love (englisch für „Es ist nur Liebe“) ist ein Lied der britischen Band The Beatles aus dem Jahr 1965, das auf dem Album Help! erschien.

## Hintergrund
„Der Arbeitstitel des Songs lautete That’s A Nice Hat [‚Das ist ein netter Hut‘], und das sagt einiges darüber aus, wie ernst es der Autor mit dem Stück meinte.“ „In diesem Fall waren die Mängel des Liedes vielleicht auf den enormen Druck, weitere Lieder für das Soundtrack-Album zu produzieren, zurückzuführen […]“ „It’s Only Love ist einer der letzten Texte, die John ohne reale Inspiration schrieb.“

## Komposition
Die Autoren des Stücks sind John Lennon und Paul McCartney unter deren gemeinsamen Copyright Lennon/McCartney. Lennon äußerte sich zu dem Song: „It’s Only Love ist von mir. Ich fand den Song immer ziemlich mies. Der Text ist extrem schlecht. Ich hab den Song immer gehasst.“ „Es war Johns Originalidee, und Paul half ihm bei der Fertigstellung. Paul wertet ihn sechzig zu vierzig für John. Es war ein echter Fülltitel. […] Paul: ‚Manchmal stritten wir nicht rum, wenn der Text von einem dieser Füllsongs wie It’s Only Love recht flach ausfiel. Wenn ein Text wirklich schlecht war, bearbeiteten wir ihn […]‘.“
Das Lied steht im 4⁄4-Takt, ist in C-Dur notiert und hat eine Länge von 1:55 Minuten. Das Tempo wird mit Moderato angegeben, vom Genre her ist der Song eine Ballade.

## Text
„Der Text erzählt, wie seine Freundin ihm die Nacht versüßt und daß er Schmetterlinge im Bauch hat. […] Es war einer der wenigen Beatles-Songs, die John wirklich haßte. […] Alle die Songs, die John lieber nicht geschrieben hätte, verdammte er wegen ihrer Texte und nicht wegen der Melodien, weil er der Ansicht war, Platitüden anstelle echter Gefühlen [so!] geschaffen zu haben.“ „Man kann übrigens hören, wie er sich beim Wort ‘bright’ amüsiert, das er mit stark rollendem R ausspricht.“ “When singing the last ‘bright’, you can hear him putting on a silly Scottish accent for the r, as if to let us know he realized it was a bit of a dud.” („Beim Singen des letzten ‚bright‘ kann man ihn einen albernen schottischen Akzent auf das r legen hören, als ob er uns wissen lassen wollte, dass er merkte, es war ein kleiner Blindgänger.“)

## Aufnahme
Die Aufnahme erfolgte am 15. Juni 1965 im Studio 2 der Abbey Road Studios. Es wurden insgesamt nur sechs Takes aufgenommen. Produzent war George Martin, Toningenieur Norman Smith.
Die Abmischungen des Liedes erfolgten am 18. Juni 1965 in Mono und in Stereo. Am 26. Februar 1987 erfolgte die Erstveröffentlichung des Albums Help! als CD in Europa (USA: 21. Juli 1987), in einer von George Martin im Jahr 1986 hergestellten digitalen neuen Stereoabmischung.
Die Abmischungen des Liedes erfolgten am 18. Juni 1965 in Mono und in Stereo. Am 26. Februar 1987 erfolgte die Erstveröffentlichung des Albums Help! als CD in Europa (USA: 21. Juli 1987), in einer von George Martin im Jahr 1986 hergestellten digitalen neuen Stereoabmischung.
Besetzung
- John Lennon: Gesang (double-tracked), akustische Rhythmus-Gitarre (1965 Framus Hootenanny 5/024 [12 string])
- Paul McCartney: Bass (1962–1963 Höfner 500/1)
- George Harrison: Leadgitarre (1962 Gibson J-160E acoustic guitar)
- Ringo Starr: Schlagzeug (1964 Ludwig Oyster Black Pearl „Super Classic“), Tamburin

## Veröffentlichungen
In Deutschland wurde die LP Help! am 12. August 1965 veröffentlicht (Hörzu SHZE 162), in Großbritannien bereits am 6. August 1965 (Parlophone PMC 1255 [mono], PCS 3071 [stereo]). Außerdem erschien der Titel in Großbritannien auf der EP Yesterday (Parlophone GEP 8948) am 4. März 1966. Am 18. März 1996 erschienen die Takes 3 und 2 des Titels auf Anthology 2. Die Noten des Liedes gab ab 1965 der Londoner Musikverlag Northern Songs heraus.

## Kritiken
„[…] ein netter kleiner Lückenbüßer […] der Text allerdings ist das Hohlste, was Lennon je verbrochen hat.“

“Another simple, but masterful number […]”

„Eine weitere einfache, aber meisterhafte Nummer […]“

## Coverversionen
George Martin veröffentlichte mit seinem Orchester 1965 eine Instrumentalversion des Stückes unter dem Titel That’s A Nice Hat. Im Jahr 1976 brachte Bryan Ferry seine Version heraus.